# Чёрная королева (Дом Дракона)
«Чёрная королева» (англ. The Black Queen) — десятый и последний эпизод первого сезона фантастического телесериала «Дом Дракона», снятый режиссёром Грегом Яйтансом. Его премьера состоялась 23 октября 2022 года.

## Сюжет
В десятом эпизоде дочь умершего короля Вестероса Визериса I Таргариена Рейенира провозглашает себя королевой в соответствии с завещанием отца. Теперь ей предстоит борьба за власть с единокровным братом Эйегоном II, сыном вдовствующей королевы Алисент Хайтауэр. Оба претендента пытаются заручиться поддержкой «великих домов». В замок лорда Борроса Баратеона Штормовой Предел в один день прибывают брат Эйегона Эйемонд и сын Рейениры Люцерис. Лорд Боррос объявляет о своей верности Эйегону, оба принца покидают замок на своих драконах, но вскоре Эйемонд догоняет Люцериса. В начавшейся стычке Люцерис погибает, хотя Эйемонд хотел только проучить его.
Это событие делает неизбежной гражданскую войну, известную как Пляска Драконов.

## Премьера и оценки
17 октября 2022 года появился тизер десятого эпизода. Премьера состоялась 23 октября. За два дня до этого «Чёрная королева» появилась на пиратских сайтах, но в ночь премьеры её всё же посмотрели 9,3 миллиона зрителей. Это сделало эпизод самым просматриваемым финалом сезона со времен «Игры престолов».
«Чёрную королеву» очень доброжелательно встретили критики. На сайте-агрегаторе рецензий Rotten Tomatoes 93 % отзывов положительные, а средний рейтинг составил 8,3 из 10. Консенсус на этом сайте гласит: «Кульминация „Чёрной королевы“ в захватывающем и трагическом танце драконов во время шторма является визуально великолепным завершением первого сезона». Эпизод получил оценку 5 звёзд из 5 от Тома Персиваля (The Digital Fix), 4,5 от Алека Боджалада (Den of Geek), Молли Эдвардс (GamesRadar+) и Оливера Вандерворта (Game Rant.), 4 от Эда Пауэра (The Telegraph) и Хиллари Келли (Vulture). Пауэр заявил, что «своим финалом „Дом дракона“… без особых усилий подхватил эстафету от „Игры престолов“». Эрик Кейн из Forbes назвал «Чёрную королеву» «потрясающим и мощным финалом сезона» и отметил, что она «превзошла все ожидания». Кэмерон Фрю из Dexerto под впечатлением от эпизода назвал «Дом Дракона» в целом «лучшим телешоу 2022 года».
Критики высоко оценили игру актёров, особенно Эммы Д’Арси, Юэна Митчелла, Мэтта Смита. Джереми Эгнер из New York Times назвал выступление Д’Арси «блестящим», Пол Дейли из TV Fanatic назвал его «одним из самых ярких выступлений в истории франшизы», а Лиссете Лануза Саенц из CBR — достойным премии «Эмми». Рецензенты особо выделили сцены коронации Рейениры, эпизод в Штормовом пределе (особенно погоню Эйемонда за Люцерисом) и финальную сцену. Высоких оценок удостоилось изменение характеристики Эйемонда по сравнению с книжным материалом: в сериале он не хочет убивать Люцериса, и в этом Боджалад увидел попытку очеловечить персонажа. Разные рецензенты хвалили режиссуру Яйтанса, музыку Джавади.